# Gazeciarz
Gazeciarz (ang. paperboy) – osoba zajmująca się sprzedażą gazet na ulicy lub roznosząca prasę. Zwykle jest to przemieszczający się rowerem nastolatek, który dostarcza drukowaną gazetę codzienną do domów lub biur prenumeratorów. Z reguły chłopcy zajmowali się dystrybucją dzienników przed i po szkole.

## Historia
Pierwszym gazeciarzem miał być zatrudniony w 1833 Barney Flaherty, który miał wówczas 10 lat. Odpowiedział on na ogłoszenie w nowo powstałym nowojorskim dzienniku „The Sun”, w którym napisano: „Do niezatrudnionych, wielu solidnych mężczyzn może znaleźć zatrudnienie dzięki sprzedaży tej gazety”.

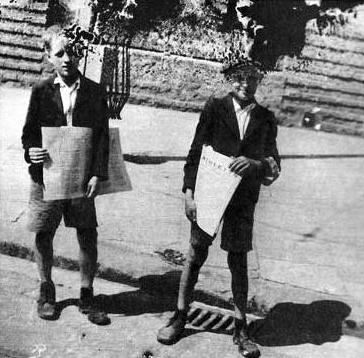
Roznosiciele prasy powstańczej (autor Jerzy Tomaszewski, 1944)

W pierwszej połowie XX wieku roznosiciele gazet byli popularni szczególnie w takich państwach jak: Stany Zjednoczone, Kanada, Wielka Brytania, Australia, Nowa Zelandia, Irlandia oraz Japonia. W polskich miastach przed wojną, w czasie II wojny światowej, a także kilka lat po jej zakończeniu, gazeciarze aktywni byli w różnych miejscach publicznych, takich jak place targowe oraz okolice kościołów. Wykrzykując ciekawsze tytuły artykułów z gazet, sprzedawali w tych miejscach aktualne publikacje prasowe.
Przez długi czas tego rodzaju płatna praca była pierwszą dostępną dla młodych osób, dlatego chętnie korzystali oni z takiej możliwości zarobku. Praca na rynku stała w hierarchii nisko i dlatego była też relatywnie słabo opłacana. Większość gazet była dostarczana wczesnym rankiem, a młodzieniec był zmuszony podróżować przed świtem i niejednokrotnie w surowych warunkach pogodowych. Definitywnie młodzież amerykańska rozpoczęła dostarczanie dzienników w okresie powojennym. Większość gazeciarzy w drugiej połowie XX wieku otrzymywała wynagrodzenie stosownie do liczby gazet, które dostarczyła klientom.
Wraz z nadejściem XXI wieku, w związku z obniżeniem popytu na prasę drukowaną, liczba gazeciarzy znacznie spadła. Miało to częściowo związek ze zniknięciem z rynku amerykańskiego popołudniowych dzienników, których godziny dostarczania były bardziej odpowiednie dla dzieci w wieku szkolnym; inaczej niż gazety poranne, które z reguły były sprzedawane przed godziną 6:00 rano. Zmiany te związane były też z odmienną sytuacją demograficzną, dostępem do informacji i dzienników w Internecie, a także regulacjami prawnymi dotyczącymi zatrudnienia i zwiększonymi obawami dotyczącymi bezpieczeństwa dzieci pozbawionych w pracy opieki osoby dorosłej. Wszystkie te czynniki spowodowały, że wiele redakcji prasowych zdecydowało się powierzyć dostarczanie dzienników osobom dorosłym. Obecnie młodzi ludzie są zatrudniani przy roznoszeniu tygodników oraz gazet dla klientów sklepowych, które nadal są dostarczane popołudniami. Niekiedy też gazeciarze zatrudniani są jedynie raz w tygodniu, by czytelnikom dostarczyć pisma w niedziele.
W młodym wieku roznoszeniem gazet trudnili się prezydent Stanów Zjednoczonych Harry Truman, aktorzy John Wayne i Bob Hope, a także filmowiec Walt Disney i ekonomista Warren Buffett.

## Galeria

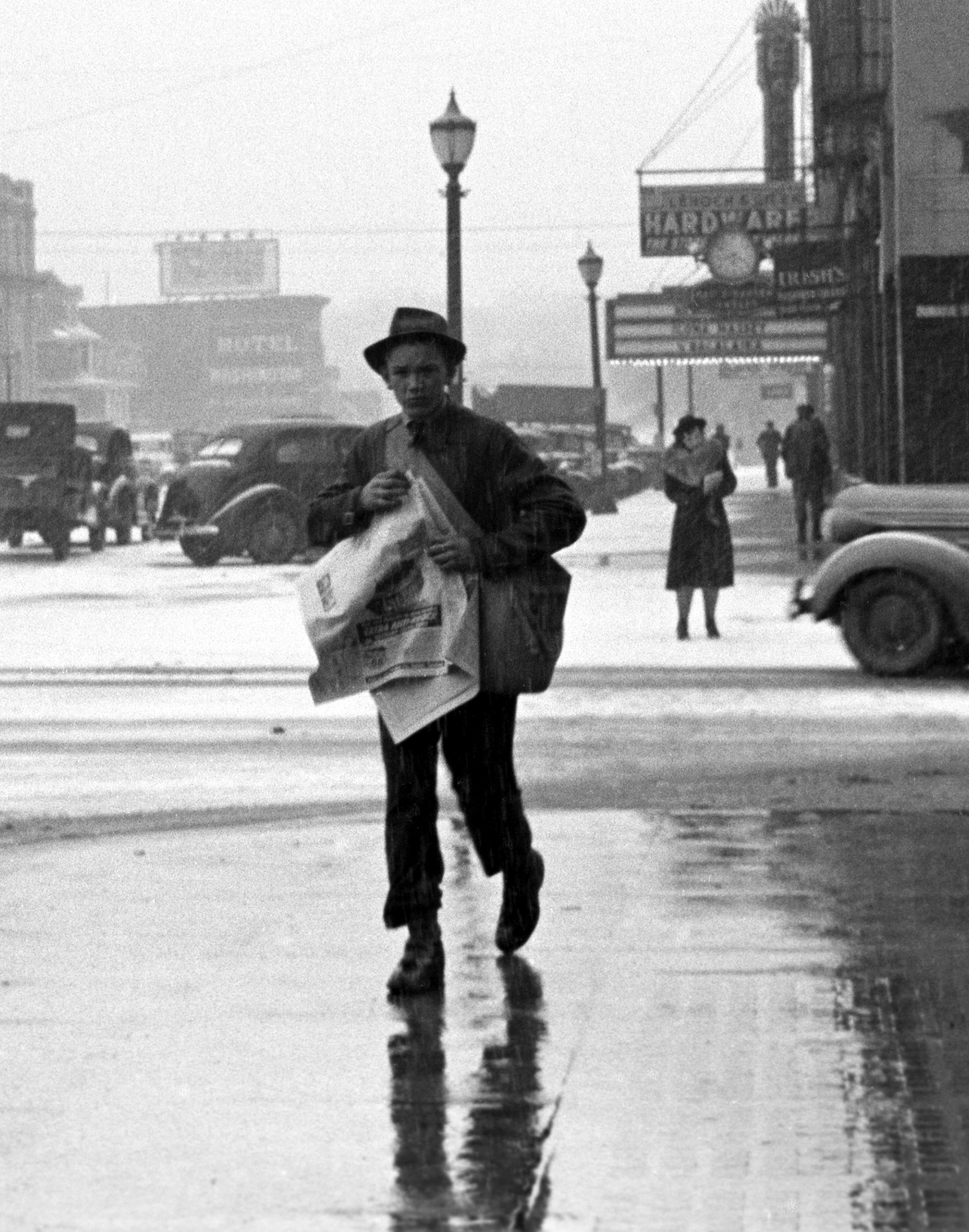
Gazeciarz w Iowa City (autor Arthur Rothstein, 1940)
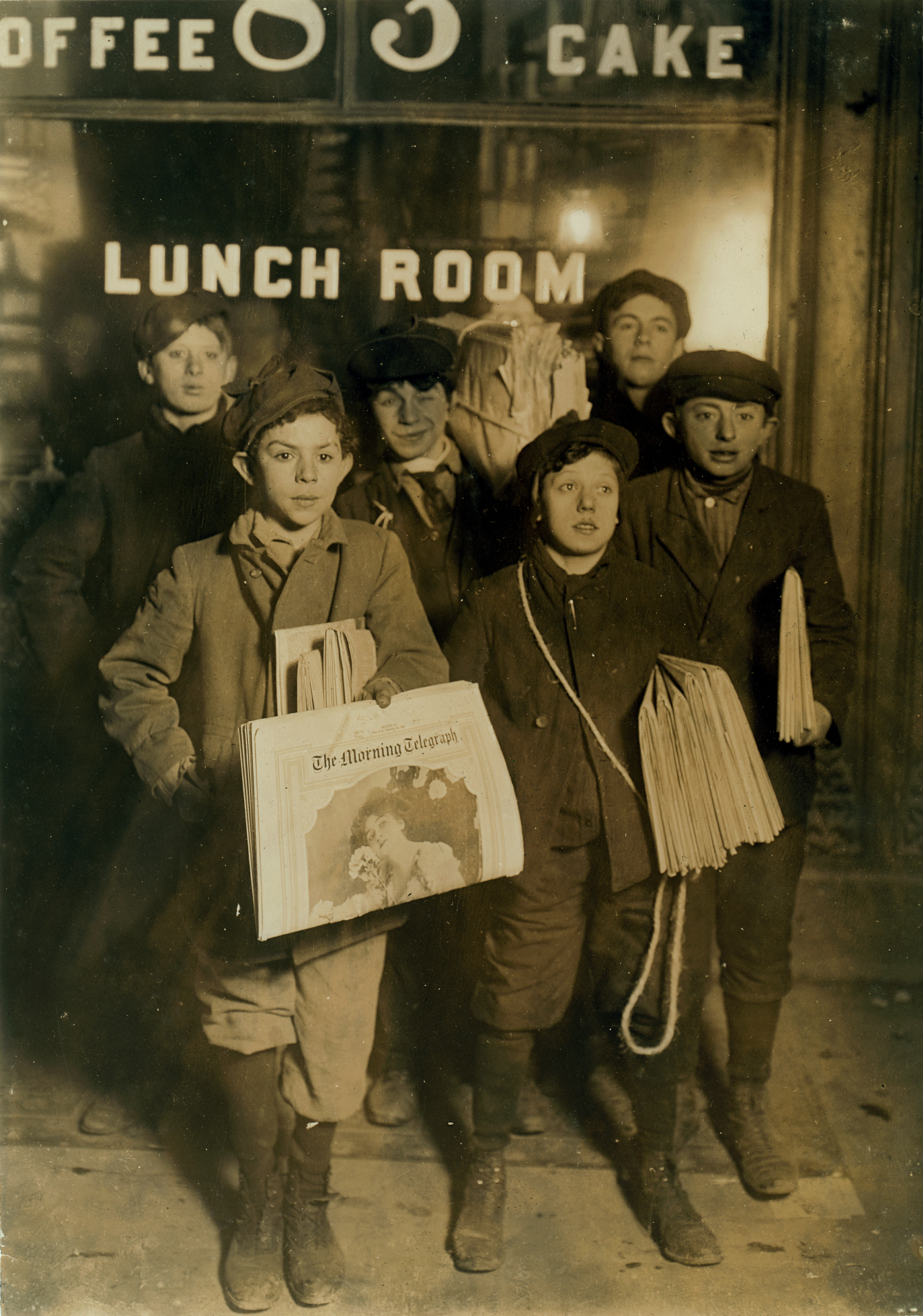
Chłopcy sprzedający gazety (Nowy Jork, 1908)
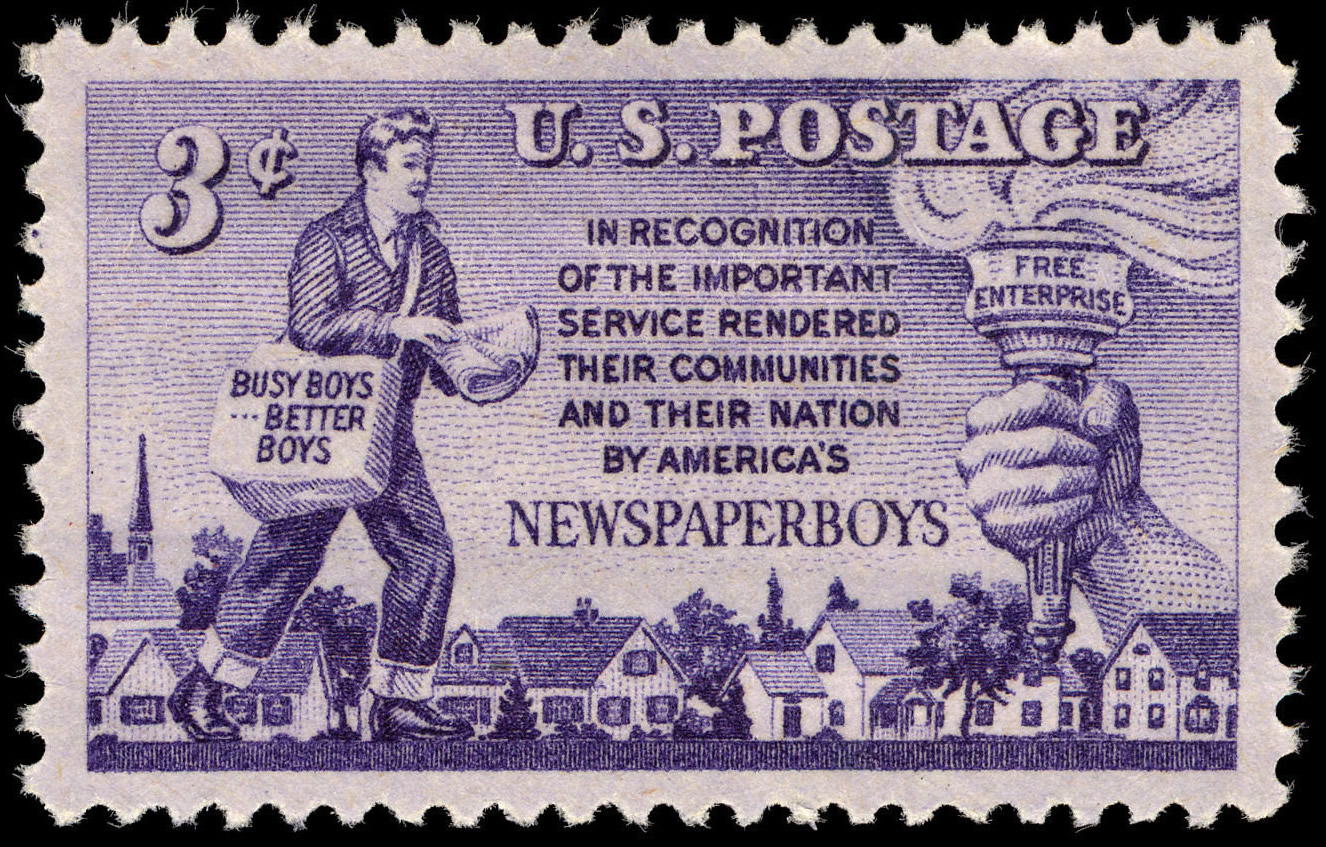
Amerykański znaczek pocztowy przedstawiający gazeciarza (1952)
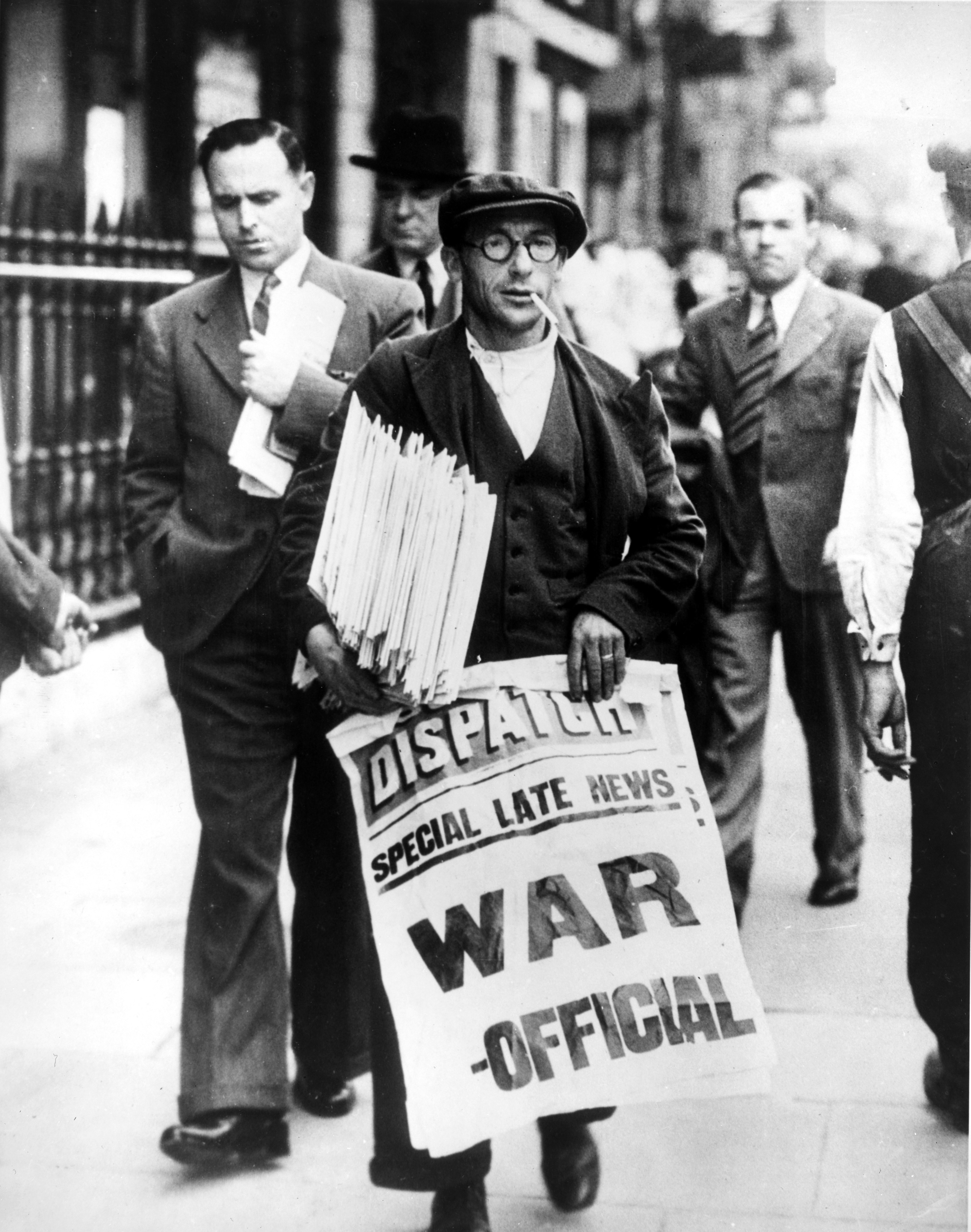
Gazeciarz trzymający dzienniki informujące o stanie wojny między Wielką Brytanią a nazistowskimi Niemcami (Londyn, 1939)
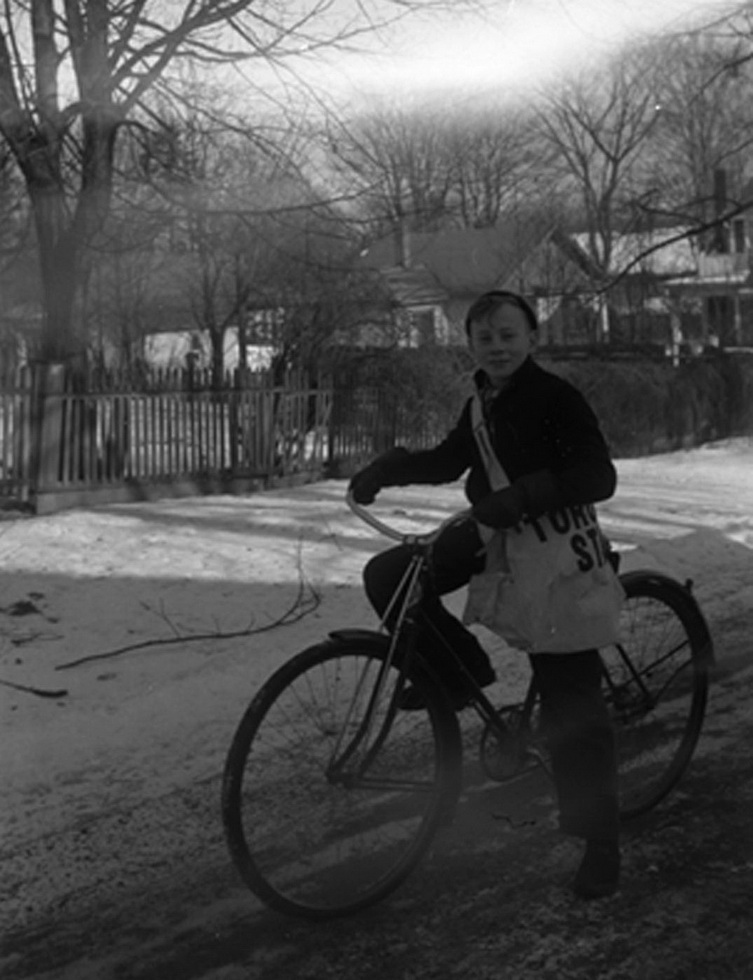
Gazeciarz roznoszący dziennik „Toronto Star” w Whitby w Kanadzie (1940)
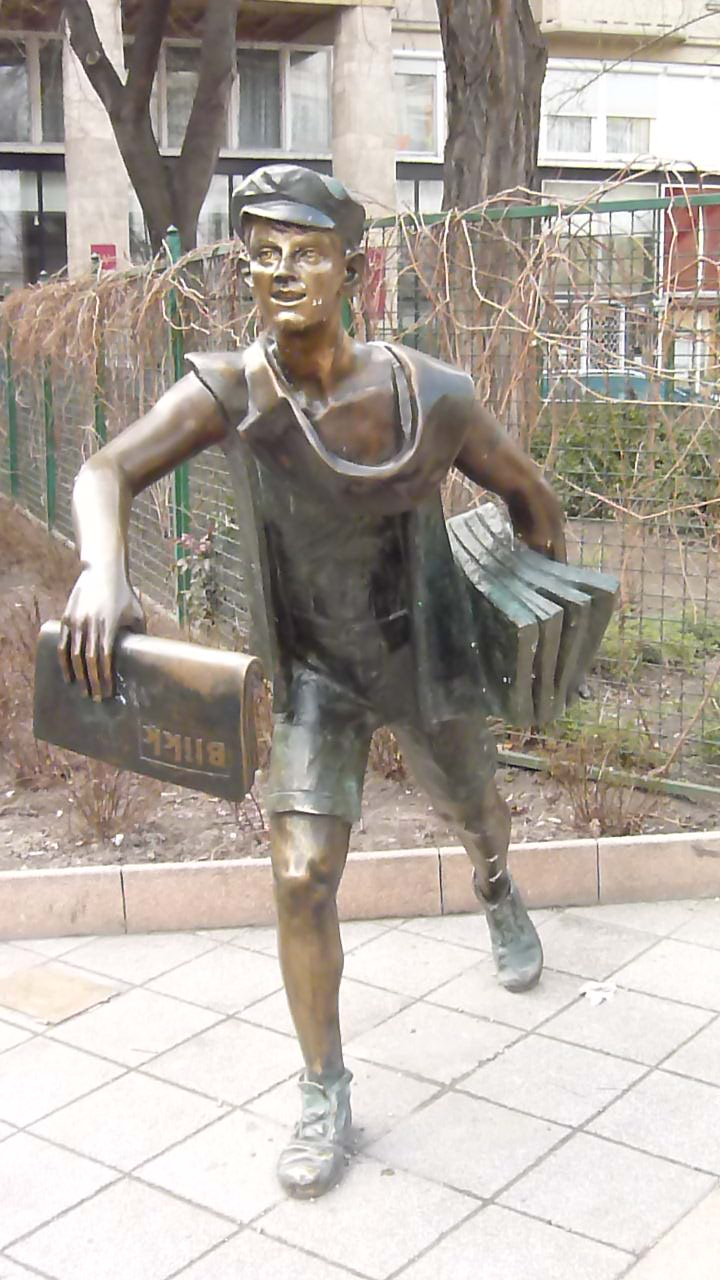
Pomnik przedstawiający gazeciarza (Budapeszt, 2015)